# Ocypode
Ocypode es un género de crustáceos decápodos, conocidos como cangrejos fantasma, cangrejos de la arena o carreteros (en Perú) o saramuyos (en México); son cangrejos del litoral en muchos países. En el este de EE. UU., Ocypode quadrata es frecuentemente visto deslizándose a lo largo de playas entre el amanecer y el ocaso. 
Se los llama fantasmas debido a su habilidad de desaparecer de la vista instantáneamente, escabulléndose a velocidades superiores a 20 km/h, mientras hacen veloces cambios direccionales. Tienen dos ojos negros, con visión de 360° que usan para apreciar el vuelo de insectos y posterior captura en el aire. Sin embargo, no puede ver directamente hacia adelante, de modo que es fácil presa de pájaros, por lo que se entierra frecuentemente.
Sus túneles tienen hasta 1 m en la tierra, en un ángulo de 45°, creando amplios pasadizos de 3-6 cm de ancho, que motean la playa. Al atardecer, se sumergen en el mar para obtener oxígeno del agua, que lava sus branquias, y en junio, las hembras pondrán sus huevos en el océano. Hibernan durante el invierno, manteniendo su respiración por seis semanas, almacenando oxígeno en sacos cerca de las branquias.
Este cangrejo y el Ocypode cordimana se encuentran en las costas norteñas australianas desde la región de Kimberley en Australia Occidental, a Nueva Gales del Sur, siendo aquí particularmente común. También aparece en la región Indo-Pacífico.
Las características del género incluyen una pinza más grande que la otra.

## Especies
- Ocypode africana De Man, 1881
- Ocypode brevicornis H. Milne Edwards, 1837
- Ocypode ceratophthalmus Pallas, 1772
- Ocypode convexa Quoy & Gaimard, 1824
- Ocypode cordimana Desmarest, 1825
- Ocypode cursor Linneo, 1758
- Ocypode fabricii H. Milne Edwards, 1837
- Ocypode gaudichaudii H. Milne Edwards & Lucas, 1843
- Ocypode jousseaumei Nobili, 1905
- Ocypode kuhli de Haan, 1835
- Ocypode longicornuta Dana, 1852
- Ocypode macrocera H. Milne Edwards, 1852
- Ocypode madagascarensis Crosnier, 1965
- Ocypode mortoni George, 1982
- Ocypode nobilii De Man, 1902
- Ocypode occidentalis Stimpson, 1860
- Ocypode pallidula Jacquinot in Hombron & Jacquinot, 1852
- Ocypode pauliani Crosnier, 1965
- Ocypode platytarsis H. Milne Edwards, 1852
- Ocypode pygoides Ortmann, 1894
- Ocypode quadrata Fabricius, 1787
- Ocypode rotundata Miers, 1882
- Ocypode ryderi Kingsley, 1881
- Ocypode saratan Forsskål, 1775
- Ocypode sinensis Dai, Song & Yang, 1985
- Ocypode stimpsoni Ortmann, 1897
- Ocypode laevis Fabricius, 1798
- Ocypode minuta Fabricius, 1798